# Escuela cuzqueña de pintura

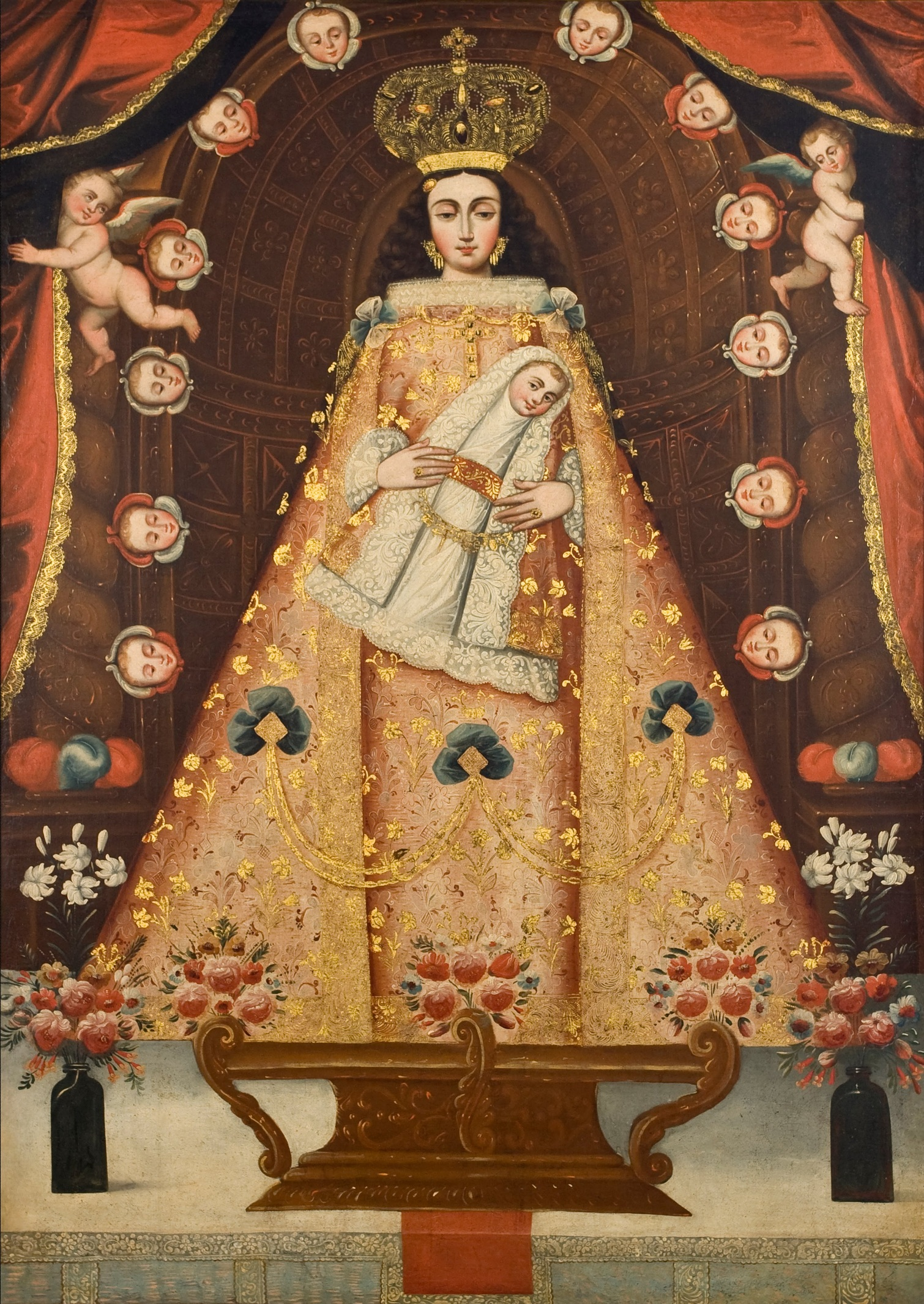
Nuestra Señora de Belén, pintura anónima del perteneciente a la Escuela Cuzqueña. La forma triangular en forma de montaña de la imagen evocaría a la Pachamama o Madre Tierra de las civilizaciones andinas.

La escuela cuzqueña es una célebre escuela de pintura surgida en la ciudad virreinal del Cuzco. Fue quizás la más importante de la América española; se caracteriza por su originalidad y su gran valor y el artístico resultado de la confluencia de dos corrientes poderosas: la tradición artística occidental, por un lado, y el afán de los pintores indígenas y mestizos de expresar su realidad y su visión del mundo, por el otro.

## Historia
La tradición se originó después de la conquista española del Imperio incaico en 1534, y es considerado el primer centro artístico que enseñó sistemáticamente las técnicas artísticas europeas en América. El aporte español, y en general europeo, a la escuela cuzqueña de pintura, se da desde época muy temprana, cuando se inicia la construcción de la catedral de Cuzco. Sin embargo, es la llegada del pintor italiano Bernardo Bitti en 1583, que marca un inicio del desarrollo del arte cuzqueño. Este jesuita introduce en el Cuzco una de las corrientes de moda en Europa de la época, el manierismo, cuyas principales características eran el tratamiento de las figuras de manera un tanto alargada, con la luz focalizada en ellas.
Durante sus dos estancias en el Cuzco, Bitti recibió el encargo de hacer el retablo mayor de la iglesia de su orden, reemplazado por otro después del terremoto, y pintó algunas obras maestras, como La coronación de la Virgen, actualmente en el museo de la iglesia de La Merced, y la Virgen del pajarito, en la catedral.

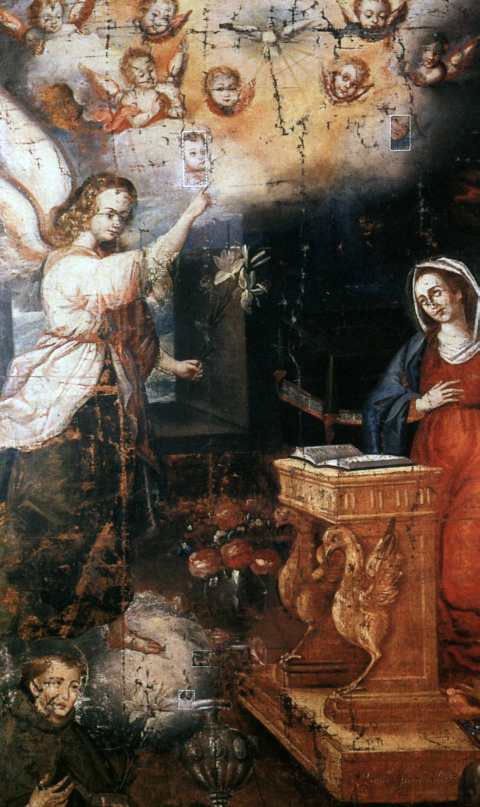
La anunciación de la Virgen, pintura de Luis de Riaño de 1632. Discípulo en Lima del italiano Angelino Medoro, Riaño se instaló en el Cuzco hacia 1630, donde sus técnicas y temáticas fueron muy influyentes.

Otro de los grandes exponentes del manierismo cuzqueño es el pintor Luis de Riaño, nacido en Lima y discípulo del italiano Angelino Medoro. En las palabras de los historiadores bolivianos José de Mesa y Teresa Gisbert, autores de la más completa historia del arte cuzqueño, Riaño se enseñorea en el ambiente artístico local entre 1618 y 1640, dejando, entre otras obras, los murales del templo de Andahuaylillas. También destaca en estas primeras décadas del siglo XVII, el muralista Diego Cusi Huamán, con trabajos en las iglesias de Chinchero y Urcos.
La presencia del estilo barroco en la pintura cuzqueña se debe principalmente a la influencia del tenebrismo a través de la obra de Francisco de Zurbarán y del uso como fuente de inspiración de los grabados con arte flamenco provenientes de Amberes. Marcos Rivera, nacido en el Cuzco en los años 1630, es el máximo exponente de esta tendencia. Cinco apóstoles suyos se aprecian en la iglesia de San Pedro, dos en el retablo mayor y otro en un retablo lateral. El convento de Santa Catalina guarda La Piedad, y el de San Francisco, algunos de los lienzos que ilustran la vida del fundador de la orden, que pertenecen a varios autores.
La creciente actividad de pintores indígenas y mestizos hacia fines del siglo XVII, hace que el término de Escuela Cuzqueña se ajuste más estrictamente a esta producción artística. Esta pintura es "cuzqueña", por lo demás, no solo porque sale de manos de artistas locales, sino sobre todo porque se aleja de la influencia de las corrientes predominantes en el arte europeo y sigue su propio camino.
Este nuevo arte cuzqueño se caracteriza, en lo temático, por el interés por asuntos costumbristas como, por ejemplo, la procesión del Corpus Christi, y por la presencia, por vez primera, de la flora y la fauna andinas. Aparecen, asimismo, una serie de retratos de curacas indios y de cuadros genealógicos y heráldicos. En cuanto al tratamiento técnico, ocurre un desentendimiento de la perspectiva sumado a una fragmentación del espacio en varios espacios concurrentes o en escenas compartimentadas. Nuevas soluciones cromáticas, con la predilección por los colores intensos, son otro rasgo típico del naciente estilo pictórico.
Un hecho ocurrido a fines del siglo XVII, resultó decisivo para el rumbo que tomó la pintura cuzqueña. En 1688, luego de permanentes conflictos, se produce una ruptura en el gremio de pintores que termina con el apartamiento de los pintores indígenas y mestizos debido, según ellos, a la explotación que eran objeto por parte de sus colegas españoles, que por lo demás constituían una pequeña minoría. A partir de este momento, libres de las imposiciones del gremio, los artistas indígenas y mestizos se guían por su propia sensibilidad y trasladan al lienzo su mentalidad y su manera de concebir el mundo.
La serie más famosa de la Escuela cuzqueña es, sin duda, la de los dieciséis cuadros del Corpus Christi, que originalmente estuvieron en la iglesia de Santa Ana y ahora se encuentran en el Museo de Arte Religioso del arzobispado, salvo tres que están en Chile. De pintor anónimo de fines del siglo XVII (algunos investigadores los atribuyen a los talleres de Diego Quispe Tito y Basilio Santa Cruz), estos lienzos son considerados verdaderas obras maestras por la riqueza de su colorido, la calidad del dibujo y lo bien logrados que están los retratos de los personajes principales de cada escena. Por si fuera poco, la serie tiene un enorme valor histórico y etnográfico, pues muestra en detalle los diversos estratos sociales del Cuzco colonial, así como gran cantidad de otros elementos de una fiesta que ya entonces era central en la vida de la ciudad.

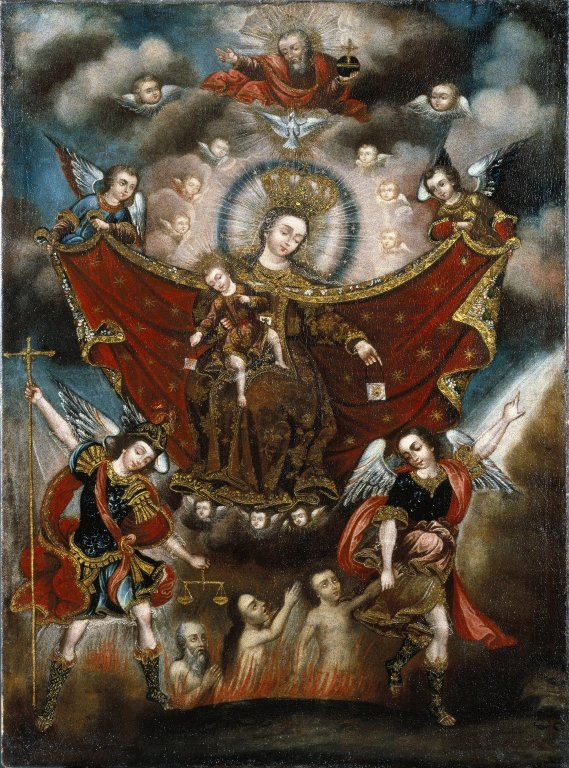
La Virgen del Carmen salvando almas en el Purgatorio, círculo de Diego Quispe Tito,

El pintor indígena más original e importante es Diego Quispe Tito, nacido en la parroquia de San Sebastián, aledaña al Cuzco, en 1611 y activo casi hasta finalizar el siglo. Es en la obra de Quispe Tito que se prefiguran algunas de las características que tendrá la pintura cuzqueña en adelante, como cierta libertad en el manejo de la perspectiva, un protagonismo antes desconocido del paisaje y la abundancia de aves en los frondosos árboles que forman parte del mismo. El motivo de las aves, sobre todo del papagayo selvático, es interpretado por algunos investigadores como un signo secreto que representa la resistencia andina o, en todo caso, alude a la nobleza incaica.
La parte más valiosa de la obra de Quispe Tito se encuentra en la iglesia de su pueblo natal, San Sebastián. Destaca la serie de doce composiciones sobre la vida de San Juan Bautista, en la nave principal del templo. De gran maestría son, asimismo, los dos enormes lienzos dedicados a San Sebastián, el del asaetamiento y el de la muerte del santo. Famosa es, por último, la serie del Zodiaco que el artista pinta para la catedral del Cuzco hacia 1680.

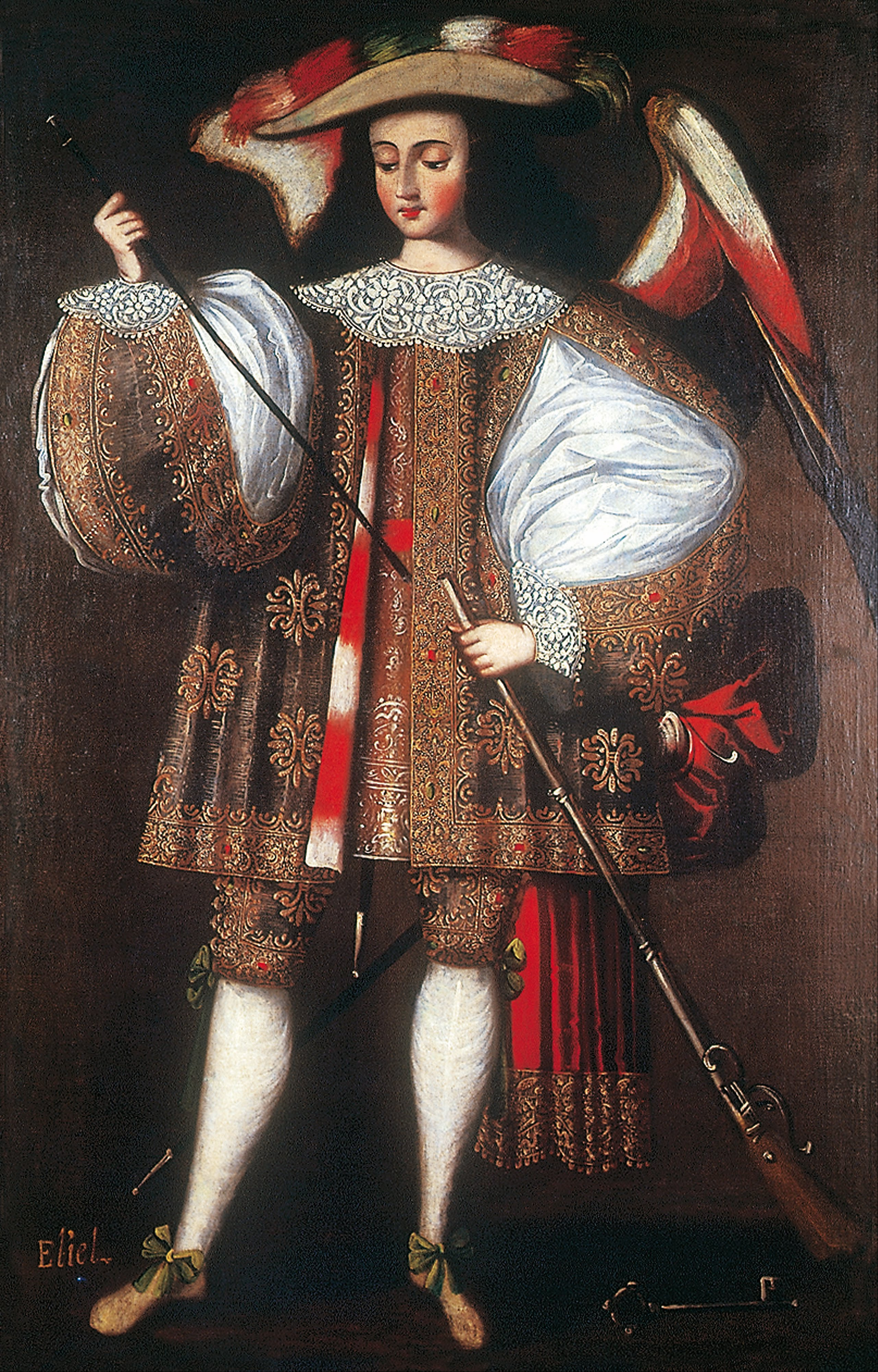
Arcángel Eliel con arcabuz, pintura anónima (circa 1690 - 1720).

Otro de los gigantes del arte cuzqueño es Basilio Santa Cruz, de ascendencia indígena como Quispe Tito, pero a diferencia de este, mucho más apegado a los cánones de la pintura occidental dentro de la corriente barroca. Activo en la segunda mitad del siglo XVII, Santa Cruz deja lo mejor de su obra en la catedral, pues recibe el encargo de decorar los muros del costado del coro y de los brazos del transepto. En el cuadro de la Virgen de Belén, ubicado en el coro, sobresale un retrato del obispo y mecenas Manuel de Mollinedo y Angulo que es considerado por los especialistas obra capital de la Escuela cuzqueña de pintura.
Tal es la fama que alcanza la pintura cuzqueña del siglo XVII, que durante la centuria siguiente se produce un singular fenómeno que, curiosamente, dejó huella no solo en el arte sino en la economía local. Nos referimos a los talleres industriales que elaboran lienzos en grandes cantidades por encargo de comerciantes que venden estas obras en ciudades como Trujillo, Ayacucho, Arequipa y Lima, o incluso en lugares mucho más alejados, en los actuales Argentina, Chile y Bolivia. El pintor Mauricio García, activo hacia la mitad del siglo XVIII, firma, por ejemplo, un contrato para entregar cerca de quinientos lienzos en siete meses. Por supuesto que se trataba de lo que se conocía como pintura "ordinaria" para diferenciarla de la pintura "de brocateado fino", de diseño mucho más elaborado y colorido más rico.
El artista cusqueño más importante del siglo XVIII es Marcos Zapata. Su producción pictórica, que abarca más de 200 cuadros, se extiende entre 1748 y 1764. Se considera su obra cumbre a cincuenta lienzos de gran tamaño que recubren los arcos altos de la catedral del Cuzco, donde destacan como elementos decorativos la abundante flora y fauna de la sierra y selva peruanas.

## Autores
Las pinturas cuzqueñas fueron una forma de arte religioso cuyo fin principal era didáctico. Los españoles, que pretendían convertir a los incas al catolicismo, enviaron un grupo de artistas religiosos al Cuzco. Estos artistas formaron una escuela para quechuas y mestizos, enseñándoles dibujo y pintura al óleo. La designación "cuzqueña", sin embargo, no se limita a la ciudad del Cuzco o a los artistas indígenas, ya que los criollos también participaron en la tradición.
Un mecenas importante de los artistas cuzqueños fue el obispo Manuel de Mollinedo y Angulo, quien coleccionó arte europeo y puso su colección a disposición de los artistas peruanos. Promovió y ayudó económicamente a artistas cuzqueños como Basilio Santa Cruz, Antonio Sinchi Roca Inka y Marcos Rivera.
Nobles incas que destacaron en la escuela fueron:
- Diego Quispe Tito Inca
- Basilio de Santa Cruz Pumacallao
- Antonio Sinchi Roca Inca
- Juan Sinchi Roca
- Francisco Chihuantito Inca
- Bernabé Nina Inca
- Juan Quispe Huamán
- Marcos Sapaca Inca
- Diego Cusi Guaman

## Estilo
Se cree que las características definitorias del estilo cuzqueña se originaron en el arte del pintor quechua Diego Quispe Tito.
La pintura cuzqueña se caracteriza por el uso de temas exclusivamente religiosos, la falta de perspectiva y el predominio de los colores rojo, amarillo y tierra. También son notables por su abundante uso del pan de oro, especialmente con imágenes de la Virgen María. Aunque los pintores cuzqueños estaban familiarizados con las estampas del arte renacentista bizantino, flamenco e italiano, sus obras eran más libres que las de sus tutores europeos; usaron colores brillantes e imágenes distorsionadas y dramáticas. A menudo adaptaron los temas para representar su flora y fauna nativas como telón de fondo en sus obras. Los ángeles arcabuceros se convirtieron en un motivo popular en las pinturas cusqueñas.
La mayoría de las pinturas cuzqueñas fueron creadas de forma anónima debido a las tradiciones precolombinas que definen el arte como comunal.